# Тугей
Туге́й (рос. Тугей) — присілок в Балезінському районі Удмуртії, Росія.

## Населення
Населення — 1 особа (2010; 24 в 2002).
Національний склад станом на 2002 рік:
- удмурти — 84 %